# Estat de San Luis Potosí
San Luis Potosí és un dels 31 estats de Mèxic. Està localitzat a la regió centre-nord del país. Limita al nord amb Nuevo León, al nord-est amb Tamaulipas, a l'est amb l'Estat de Veracruz, al sud-est amb Hidalgo, al sud amb l'estat de Querétaro i l'Estat de Guanajuato, al sud-oest amb l'Estat d'Aguascalientes, i a l'oest amb l'Estat de Zacatecas i Jalisco.
Es divideix en 58 municipis. A més de la capital, altres municipis importants són Matehuala, Tamasopo, Río Verde, Tamuín, Ciudad Valles, Tamazunchale, Cerro de San Pedro, Vanegas, Ciudad del Maíz, San Vicente Tancuayalab, i Charcas.
L'estat té jaciments miners d'or i plata, i per això, la capital va ser anomenada "Potosí", com la ciutat minera boliviana. San Luis era el sant patró d'un dels descobridors de les mines que s'hi troben.